# Spálený (Šumava)
Spálený (1014 m n. m.) je výrazná hora na Šumavě, která se nachází 1 km severozápadně od Srní v okrese Klatovy.

## Přístup

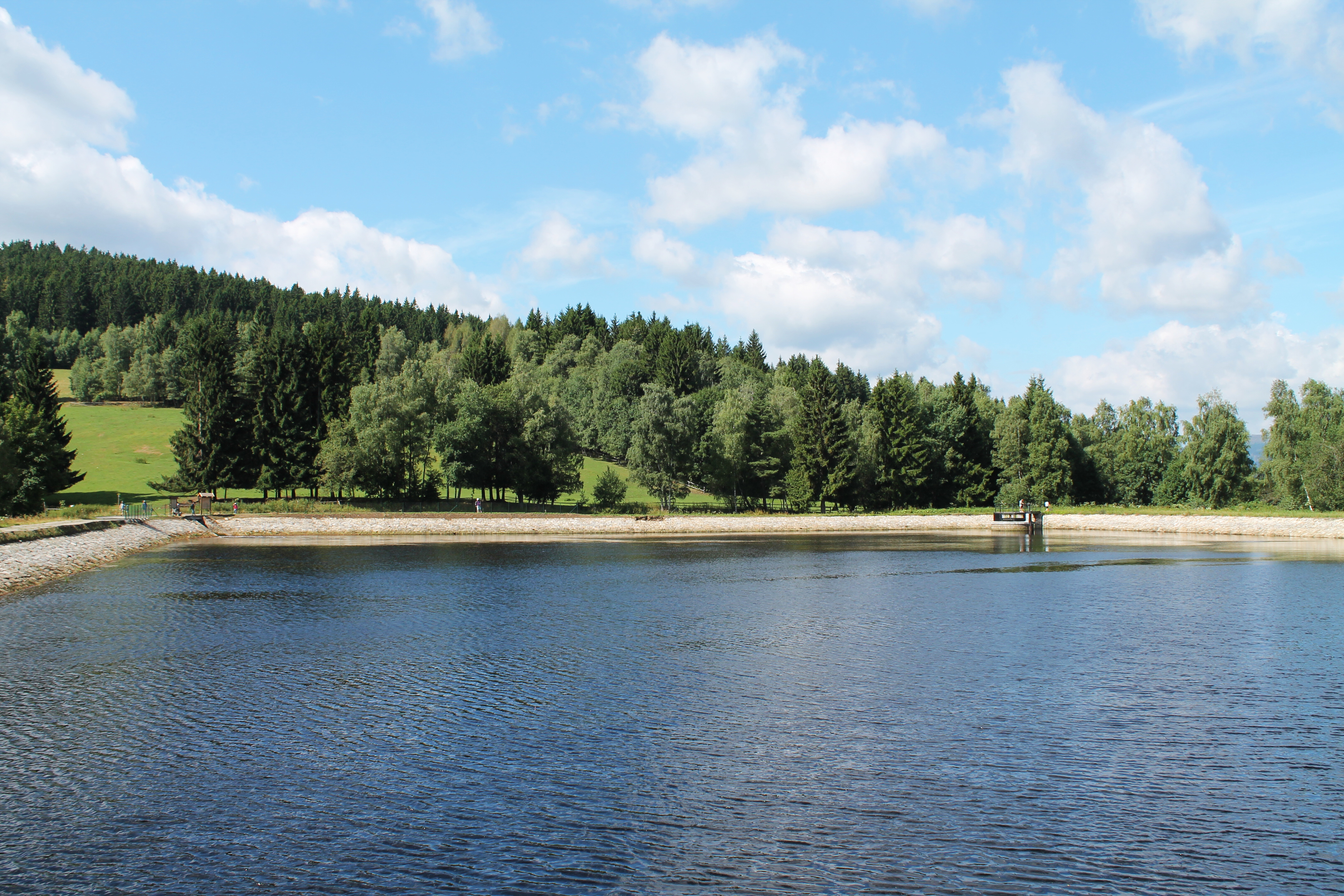
Akumulační nádrž pro malou vodní elektrárnu Vydra

Téměř celou horu obtáčí naučná stezka Vchynickotetovský kanál, kterou kopíruje též cyklotrasa 2114. Z ní ale žádná cesta na vrchol neodbočuje. Nejjednodušší přístup vede od informačního centra v Srní po silničce k vodojemu, dále po louce na sever a průsekem pod elektrickým vedením na západ. Průsek vede až do výšky 950 m n. m., zbylých 250 metrů je třeba překonat volným terénem. Celkem tato trasa měří 1,2 km s převýšením 160 metrů.

## Vchynicko-tetovský plavební kanál
Po svazích Spáleného vede Vchynicko-tetovský plavební kanál, který sloužil pro plavení hojného dřeva ze Šumavy. Byl vybudován v letech 1799–1800 inženýrem Josefem Rosenauerem, který vystavěl také Schwarzenberský plavební kanál. Obchází nesplavný úsek Vydry pod Antýglem a spojuje řečiště Vydry s říčkou Křemelná.
Voda původně vedla kanálem po západním svahu Spáleného a ze severního svahu padala skluzem do Křemelné. Od 30. let 20. století je voda z kanálu odváděna potrubím do zásobní nádrže Sedlo pro vodní elektrárnu Vydra na Čeňkově Pile. Závěrečná část kanálu se neudržuje, pro nedostatek vody je koryto převážně suché a zarostlé.